# Панцирные моллюски
Па́нцирные моллю́ски, или хитоны (лат. Polyplacophora), — класс морских моллюсков (Mollusca). Обладают овальным телом, которое со спинной стороны покрыто раковиной из 8 подвижно сочленённых известковых пластин, в случае опасности сворачиваются клубком. Длина особей разных видов составляет от 0,5 до 43 см, крупнейший представитель — тихоокеанский криптохитон Стеллера. Известно около 1000 современных видов, распространённых во всех морях Мирового океана, преимущественно на мелководье до глубины 30 м, хотя отдельные виды обитают даже в ультраабиссали до 7500 м. Служат пищей для рыб, крабов и морских звёзд. Крупные хитоны (представители рода Acanthopleura и криптохитоны) выступают в качестве промысловых объектов. В ископаемом состоянии известны с кембрия. Согласно одной из гипотез, наиболее близки к безраковинным моллюскам — бороздчатобрюхим и ямкохвостым, с которыми составляют группу боконервных (Amphineura).

## Раковина
Раковина хитонов состоит из восьми пластин, которые независимо формируются в ходе эмбриогенеза. Пластинки расположены последовательно вдоль переднезадней оси тела. Первая и последняя пластинки отличаются от остальных по форме. Средние шесть пластинок своей формой напоминают ромбы и несут две пары выростов — переднюю (апофизы) и заднюю (боковые инсерционные пластинки), которые погружены в эпителий и состоят исключительно из артикуламентума.

## Внутреннее строение
Пищеварительная система панцирных моллюсков состоит из ротовой полости, глотки, пищевода, желудка, средней и задней кишки. В глотке располагается радула и органы вкуса. В желудок впадают проходы печени. Средняя кишка длинная и образует много изгибов.
Кровеносная система незамкнутая. Сердце состоит из желудочка и двух предсердий.
Нервная система малоразвита. Она состоит из окологлоточного нервного кольца и четырёх продольных нервных стволов. Органы чувств развиты слабо. Глаза отсутствуют, также отсутствуют статоцисты. Чувствительные клетки на жабрах и на стенках мантийных борозд определяют качество воды.

## Классификация
Панцирные моллюски подразделяются на 2 подкласса — Neoloricata (преимущественно современные) и Paleoloricata (исключительно ископаемые):
- подкласс Neoloricata Bergenhayn, 1955
  - отряд Chitonida Thiele, 1909
    - подотряд Acanthochitonina Bergenhayn, 1930 — 7 современных и 1 ископаемое семейство
    - подотряд Chitonina Thiele, 1909 — 6 современных и 2 ископаемых семейства

  - отряд Lepidopleurida Thiele, 1909
    - † подотряд Cymatochitonina Sirenko et Starobogatov, 1977 — 5 ископаемых семейств
    - подотряд Lepidopleurina Thiele, 1909 — 5 современных и 3 ископаемых семейства
- † подкласс Palaeoloricata Bergenhayn, 1955
  - † отряд Chelodida Bergenhayn, 1943 — 1 ископаемое семейство
  - † отряд Septemchitonida Bergenhayn, 1955 — 3 ископаемых семейства
- таксоны с неясной таксономической принадлежностью — 4 ископаемых семейства